# Pelutxo
El pelutxo (Hericium erinaceus), també anomenat bolet carner i barba de cabra, és un fong basidiomicot de l'ordre dels russulals. És molt apreciat com a comestible i per les seues propietats medicinals que podrien millorar la capacitat cognitiva

## Morfologia

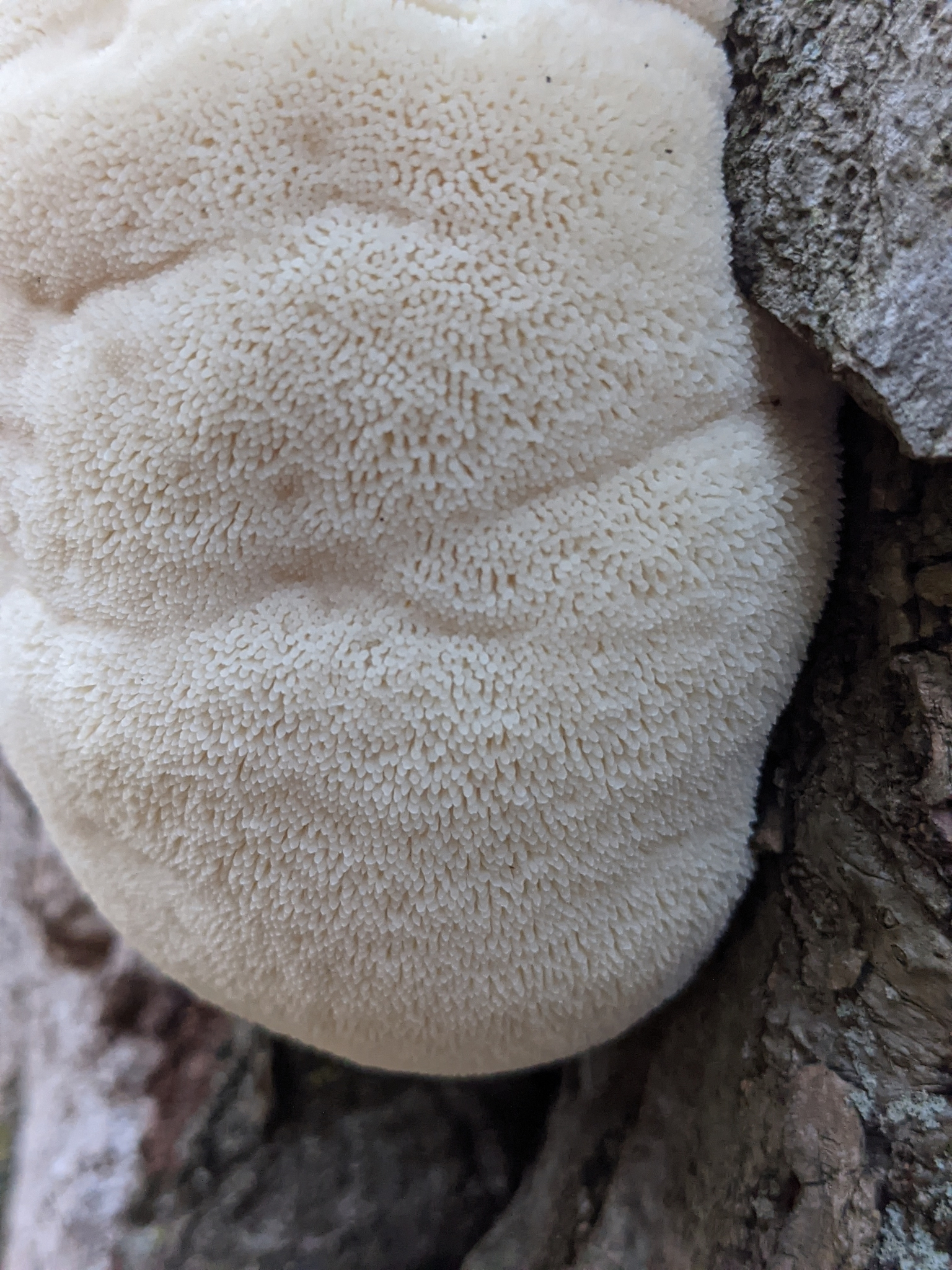
Fructificació jove d'un Pelutxo (Hericium erinaceus)

Bolet gran, arrodonit, amb aspecte de barba; de fins a 30 cm de diàmetre; de blanc a cremós, algun cop rosaci; del que pengen agulles de fins a 5 cm de longitud, cilíndriques, paral·leles; la part superior coberta de manera irregular per agulles curtes.
Cama molt curta, de fins a 3 cm; reduïda a un peu del que surten diverses branques.
Carn blanca, ferma; dolça al tast, d'olor afruitada.

## Hàbitat
Rar; de primavera i tardor; sobre fusta de planifolis, en arbres en peu o caiguts, en brancatge o troncs, en arbres madurs, especialment en els centenaris; sovint al cor dels troncs; sobre faig, roure, alzina, surera i arbres de parcs, preferentment plàtans

## Observacions
Carn + I: Amiloide (gris, negra).
Espècie a protegir.
Sobre el mateix substrat poden aparèixer el pelutxo de corall (Hericium coralloides) i el pelutxo de ventalls (Hericium cirrhatum). A diferència del pelutxo, el primer té les agulles més curtes, entre 1 i 2 cm, i el segon les agulles són de fins a 1.5 cm i la carn dona una reacció dextrinoide (vermella) amb el reactiu de Melzer (I+).
El pelutxo d’avet (Hericium flagellum) tan sols creix sobre fusta de coníferes, d'avet o, més rar, sobre pi negre

## Cultiu

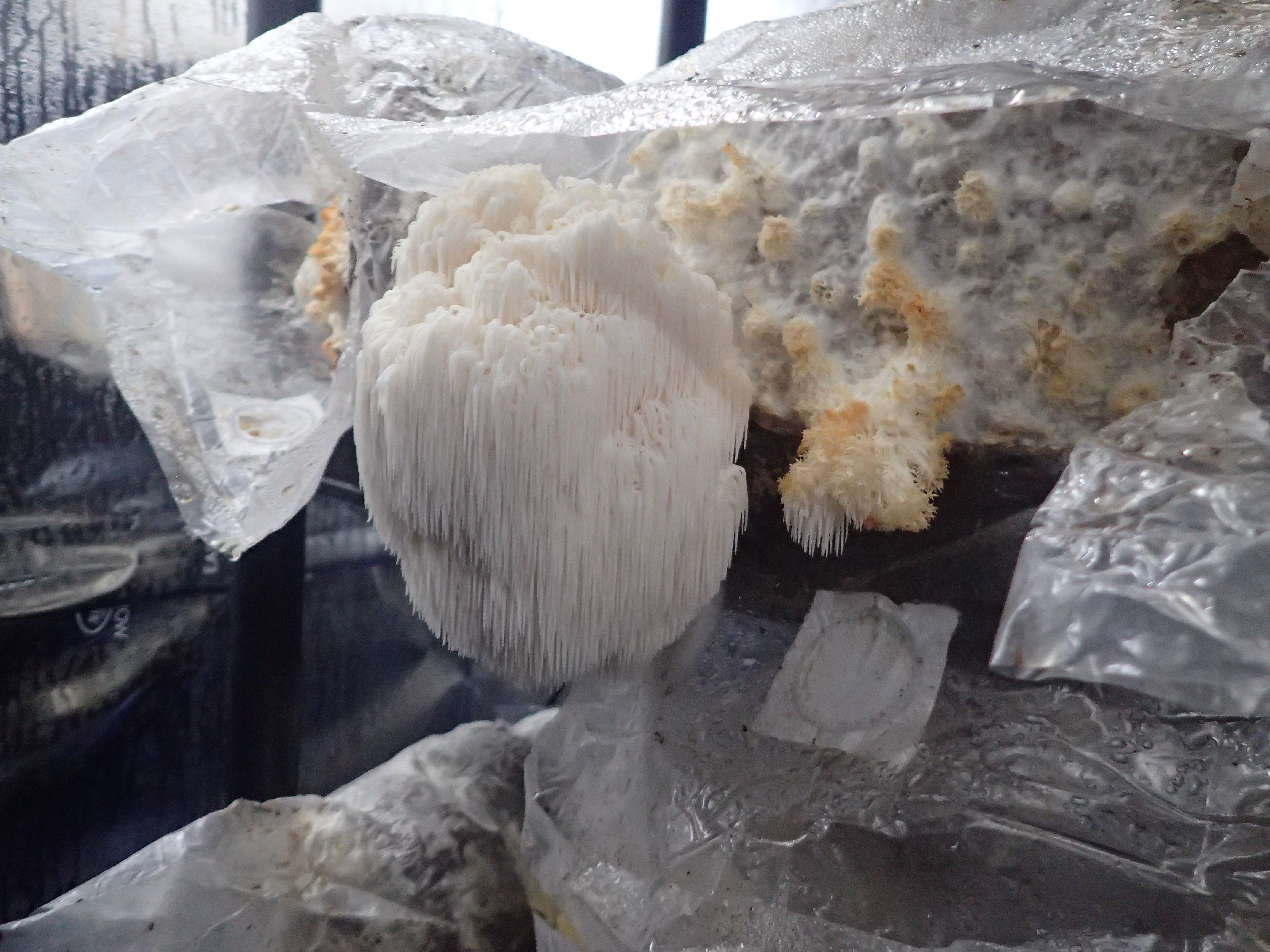
Fructificacions de cultiu de pelutxo (Hericium erinaceus)

El pelutxo es cultiva sobre substrat de troncs o bé sobre serradures en bosses esterilitzades

## Comestibilitat
Comestible. D'excel·lent qualitat.